# 6244 Okamoto
Okamoto (asteróide 6244) é um asteróide da cintura principal, a 1,8301442 UA. Possui uma excentricidade de 0,152519 e um período orbital de 1 159,13 dias (3,18 anos).
Okamoto tem uma velocidade orbital média de 20,26819518 km/s e uma inclinação de 5,39784º.
Este asteróide foi descoberto em 20 de Agosto de 1990 por Tsutomu Seki.